# Catopsis werckleana
Espèce
Catopsis werckleana est une espèce de plantes à fleurs de la famille des Bromeliaceae. C'est une plante tropicale endémique au Costa Rica et au Panama.

## Distribution
L'espèce est endémique au Costa Rica et au Panama.